# Hans Eijkenbroek
Hans Eijkenbroek (Schiedam, 1940. január 5. – 2024. augusztus 17.) válogatott holland labdarúgó, középpályás, edző.

## Pályafutása

### Klubcsapatban
1956 és 1963 között a Hermes DVS, 1963 és 1973 között a Sparta Rotterdam, 1973 és 1975 között a Willem II labdarúgója volt. A Sparta csapatával egy hollandkupa-győzelmet ért el.

### A válogatottban
1967 és 1970 között 18 alkalommal szerepelt a holland válogatottban Georg Keßler szövetségi kapitánysága idején. 12 alkalommal az együttes csapatkapitánya is volt.

### Edzőként
1982–83-ban az AZ ’67, 1983–84-ben a Roda, 1987 és 1989 között ismét az AZ ’67, 1989–90-ben a Haarlem vezetőedzőjeként tevékenykedett.

## Sikerei, díjai
Sparta Rotterdam
- Holland kupa (KNVB beker)
  - győztes: 1966

## Statisztika

### Mérkőzései a holland válogatottban
| Hollandia | Hollandia            | Hollandia                         | Hollandia     | Hollandia | Hollandia     | Hollandia    | Hollandia | Hollandia      |
| #         | Dátum                | Helyszín                          | Hazai         | Eredmény  | Vendég        | Kiírás       | Gólok     | Esemény        |
| --------- | -------------------- | --------------------------------- | ------------- | --------- | ------------- | ------------ | --------- | -------------- |
| 1.        | 1967. április 16.    | Antwerpen, Bosuilstadion          | Belgium       | 1 – 0     | Hollandia     | barátságos   | -         |                |
| 2.        | 1967. május 10.      | Budapest, Népstadion              | Magyarország  | 2 – 1     | Hollandia     | Eb-selejtező | -         |                |
| 3.        | 1967. szeptember 13. | Amszterdam, Olimpiai Stadion      | Hollandia     | 1 – 0     | NDK           | Eb-selejtező | -         |                |
| 4.        | 1967. október 4.     | Koppenhága, Idrætsparken Stadion  | Dánia         | 3 – 2     | Hollandia     | Eb-selejtező | -         |                |
| 5.        | 1967. november 1.    | Rotterdam, Feijenoord Stadion     | Hollandia     | 1 – 2     | Jugoszlávia   | barátságos   | -         |                |
| 6.        | 1967. november 29.   | Rotterdam, Feijenoord Stadion     | Hollandia     | 3 – 1     | Szovjetunió   | barátságos   | -         | Csapatkapitány |
| 7.        | 1968. április 7.     | Amszterdam, Olimpiai Stadion      | Hollandia     | 1 – 2     | Belgium       | barátságos   | -         | 67'            |
| 8.        | 1968. május 1.       | Varsó, Lengyel Hadsereg Stadionja | Lengyelország | 0 – 0     | Hollandia     | barátságos   | -         | Csapatkapitány |
| 9.        | 1968. május 30.      | Amszterdam, Olimpiai Stadion      | Hollandia     | 0 – 0     | Skócia        | barátságos   | -         | Csapatkapitány |
| 10.       | 1968. június 5.      | Bukarest, Köztársasági stadion    | Románia       | 0 – 0     | Hollandia     | barátságos   | -         | Csapatkapitány |
| 11.       | 1968. október 27.    | Szófia, Levszki-stadion           | Bulgária      | 2 – 0     | Hollandia     | vb-selejtező | -         |                |
| 12.       | 1969. március 26.    | Rotterdam, Feijenoord Stadion     | Hollandia     | 4 – 0     | Luxemburg     | vb-selejtező | -         | Csapatkapitány |
| 13.       | 1969. április 16.    | Rotterdam, Feijenoord Stadion     | Hollandia     | 2 – 0     | Csehszlovákia | barátságos   | -         | Csapatkapitány |
| 14.       | 1969. május 7.       | Rotterdam, Feijenoord Stadion     | Hollandia     | 1 – 0     | Lengyelország | vb-selejtező | -         | Csapatkapitány |
| 15.       | 1969. szeptember 7.  | Chorzów, Stadion Śląski           | Lengyelország | 2 – 1     | Hollandia     | vb-selejtező | -         | Csapatkapitány |
| 16.       | 1969. október 22.    | Rotterdam, Feijenoord Stadion     | Hollandia     | 1 – 1     | Bulgária      | vb-selejtező | -         | Csapatkapitány |
| 17.       | 1969. november 5.    | Amszterdam, Olimpiai Stadion      | Hollandia     | 0 – 1     | Anglia        | barátságos   | -         | Csapatkapitány |
| 18.       | 1970. január 14.     | London, Wembley Stadion           | Anglia        | 0 – 0     | Hollandia     | barátságos   | -         | Csapatkapitány |
|           | Összesen             |                                   |               | 18        | mérkőzés      |              | 0         | gól            |